# Braunschweigische Südbahn
Braunschweigische Südbahn – niezelektryfikowana, jednotorowa i lokalna linia kolejowa w kraju związkowym Dolna Saksonia, w Niemczech. Linia łączy Börßum z Kreiensen.